# Conus aulicus
Conus aulicus  es una especie de molusco gasterópodo de la familia Conidae de más de 1 cm de largo, habitual en arrecifes de coral de Australia y el Océano Índico. Se alimenta de moluscos y su picadura puede ser peligrosa para el hombre.